# Richard Plüddemann
Richard Adolf Odo Plüddemann (ur. 30 września 1846 w Gąskach [dawniej Funkenhagen na Pomorzu], zm. 1 lutego 1910 we Wrocławiu) – niemiecki architekt i projektant, przez 23 lata radca budowlany we Wrocławiu. Ceglane gmachy Plüddemanna do dziś stanowią nieodłączny element pejzażu miasta.

## Życiorys
Richard Plüddemann urodził się w rodzinie ziemiańskiej, jako syn Sellmara Plüddemanna – pruskiego oficera, właściciela Gąsek. W 1857 rozpoczął naukę w berlińskim Friedrich-Wilhelms-Gymnasium, w 1866 zdał maturę, a po odbyciu służby wojskowej (walczył w wojnie prusko-austriackiej) w wieku 1868 rozpoczął naukę w Akademii Budowlanej Miasta Berlina (jego nauczycielami byli m.in. Friedrich Adler i Johann Eduard Jacobsthal). Ponownie wcielony do wojska w czasie wojny francusko-pruskiej walczył w 1870 w bitwie pod Wissembourgiem. Po wojnie studia dokończył. W 1876 wygrał projektem cmentarza i kaplicy w Spandau doroczną nagrodę im. Schinkla. W 1878 roku objął stanowisko urzędnicze w randze rządowego mistrza budowlanego (Regierungsbaumeister) w Ministerstwie Robót Publicznych w Berlinie, później został przeniesiony do rządowych urzędów budownictwa (Staatliches Hochbauamt) we Flensburgu, Wrocławiu i w Poczdamie.
2 lipca 1885 Plüddemann został przez radę miejską Wrocławia wybrany na stanowisko miejskiego radcy budowlanego do spraw architektury/budownictwa naziemnego (Stadtbaurat in der Hochbauverwaltung) po tym, jak nieoczekiwanie pokonał trzech związanych z wrocławską administracją budowlaną kontrkandydatów, w tym swojego poprzednika, Johanna Roberta Mendego. 1 września 1885 został zaprzysiężony na dwunastoletnią kadencję. 18 stycznia 1897 wybrano go na drugą kadencję. W 1903 otrzymał tytuł honorowy tajnego radcy budownictwa (Geheimer Baurat). Był głównym architektem lub współprojektantem wielu budynków mieszkalnych i użyteczności publicznej we Wrocławiu – w tym przeszło trzydziestu szkół, dwóch hal targowych, kilku mostów, łaźni, sierocińców, rogatek celnych, straży pożarnych oraz budynków portu odrzańskiego. Szczególnie istotny wpływ jego koncepcji zaznaczył się w obiektach wybudowanych we Wrocławiu po 1894. Współpracował najczęściej z budowniczym rady Karlem Klimmem, a także z Gustavem Oelsnerem, Heinrichem Küsterem, Hermannem Froböse, Charlotem Cabanisem i Juliusem Nathansohnem. Do najbardziej znanych jego projektów należał most Grunwaldzki zbudowany w latach 1908–1910, jego autorstwa była także cała ówczesna koncepcja urbanistyczna osi dzisiejszego placu Grunwaldzkiego. Jego wizytówką w projektach były malownicze, neogotyckie elementy architektury: rozbudowane i urozmaicone zwieńczenia budowli z dużą ilości szczytów, lukarn, wież z ostrosłupowymi hełmami, wysokie dachy, barwne dekoracje z glazurowej ceramiki. Rzuty projektowanych przez Plüddemanna budynków szkolnych czy gmachów urzędów były zasadniczo racjonalne i odpowiadające ówczesnym wymaganiom funkcjonalno-programowym. Plüddemann uważał jednak, że należy osłabić powstającą siłą rzeczy monotonię elewacji i nadawał projektowanym budynkom historyczno-romantyczny kostium, od około 1900 z elementami secesji. Pod względem technicznym nie unikał rozwiązań postępowych, np. stosowania żelbetu.
Richard Plüddemann zasiadał wielokrotnie w sądach konkursowych, a w latach 1894–1908 w Komisji Badania i Ochrony Zabytków prowincji Śląskiej. Był także inicjatorem niektórych przedsięwzięć w mieście, m.in. był udziałowcem Towarzystwa Akcyjnego Łaźnie Miejskie, założonego w celu zdobycia funduszy na wybudowanie łaźni publicznych, w tym Łaźni Miejskiej przy ul. Teatralnej.
W 1909 upływała druga kadencja Plüddemanna, jednak ze względu na wiek i słabe zdrowie zrezygnował z ubiegania się o kolejną. Po tym, jak w grudniu 1908 rada miejska znalazła dla niego następcę, przeszedł 2 stycznia 1909 na emeryturę. Z tej okazji uhonorowano go pruskim Orderem Korony III klasy oraz tytułem nestora miasta (Stadtältester). W grudniu tegoż roku odwiedził rodzinę w Berlinie, lecz w trakcie uciążliwego powrotu nabawił się ciężkiej choroby i wkrótce zmarł, nie doczekawszy ukończenia swojego bodajże najbardziej znanego dzieła, mostu Grunwaldzkiego.
Plüddemann mieszkał przy Kaiser-Wilhelm-Straße (ob. ul. Powstańców Śląskich) w nieistniejącym już domu pod numerem 58, a później przeniósł się na Tiergartenstraße (ob. ul. M. Curie-Skłodowskiej). Jego córką była malarka i rzeźbiarka Ina Hoßfeld (ur. 1881 we Flensburgu, zm. 1943 w Monachium), żona późniejszego (w latach 1918–1930) miejskiego radcy budowlanego w Naumburgu Friedricha Hoßfelda (ur. 1879, zm. 1972 w Stuttgarcie), który z kolei był synem architekta Oskara Hoßfelda.

## Dzieła

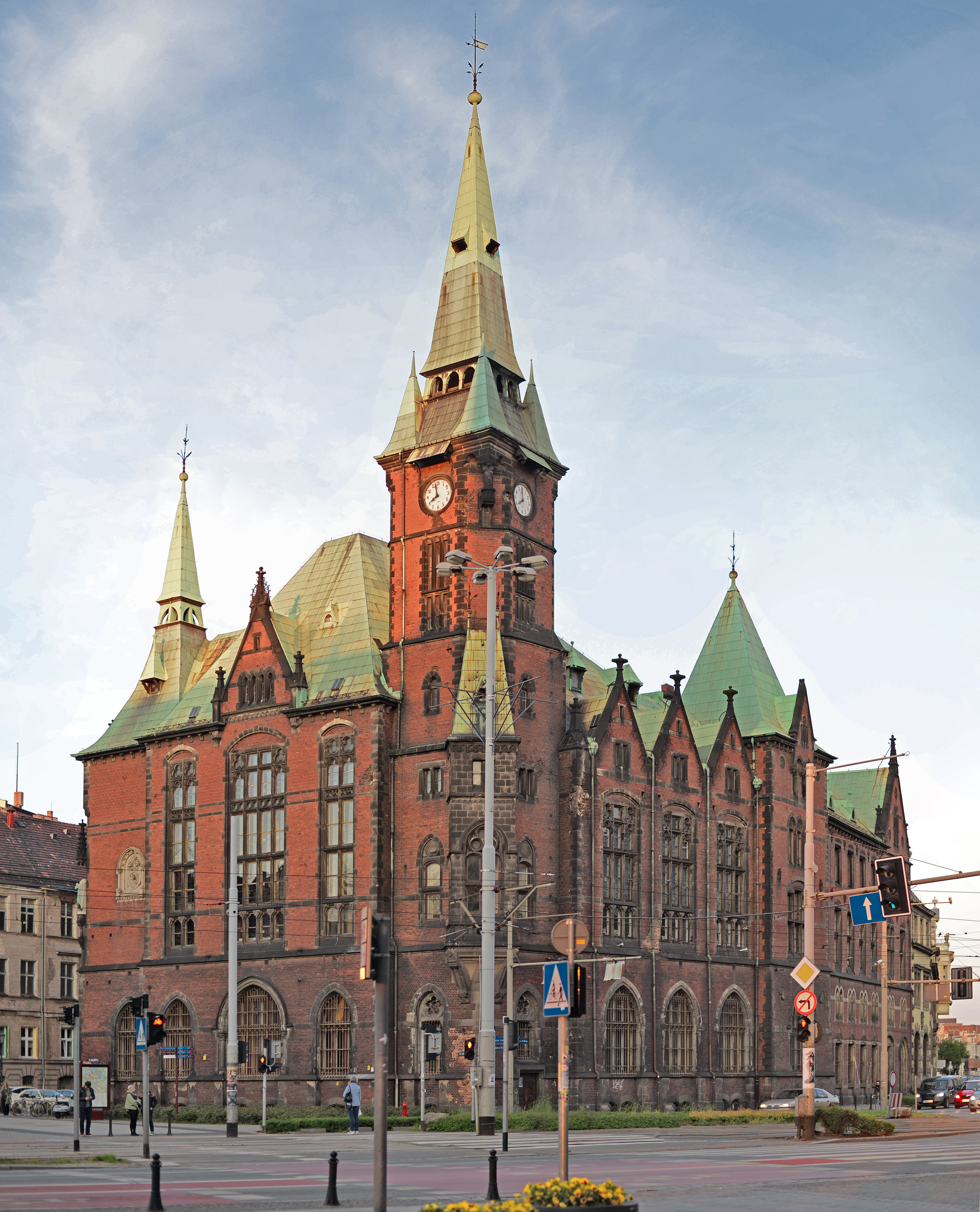
Miejska Kasa Oszczędności

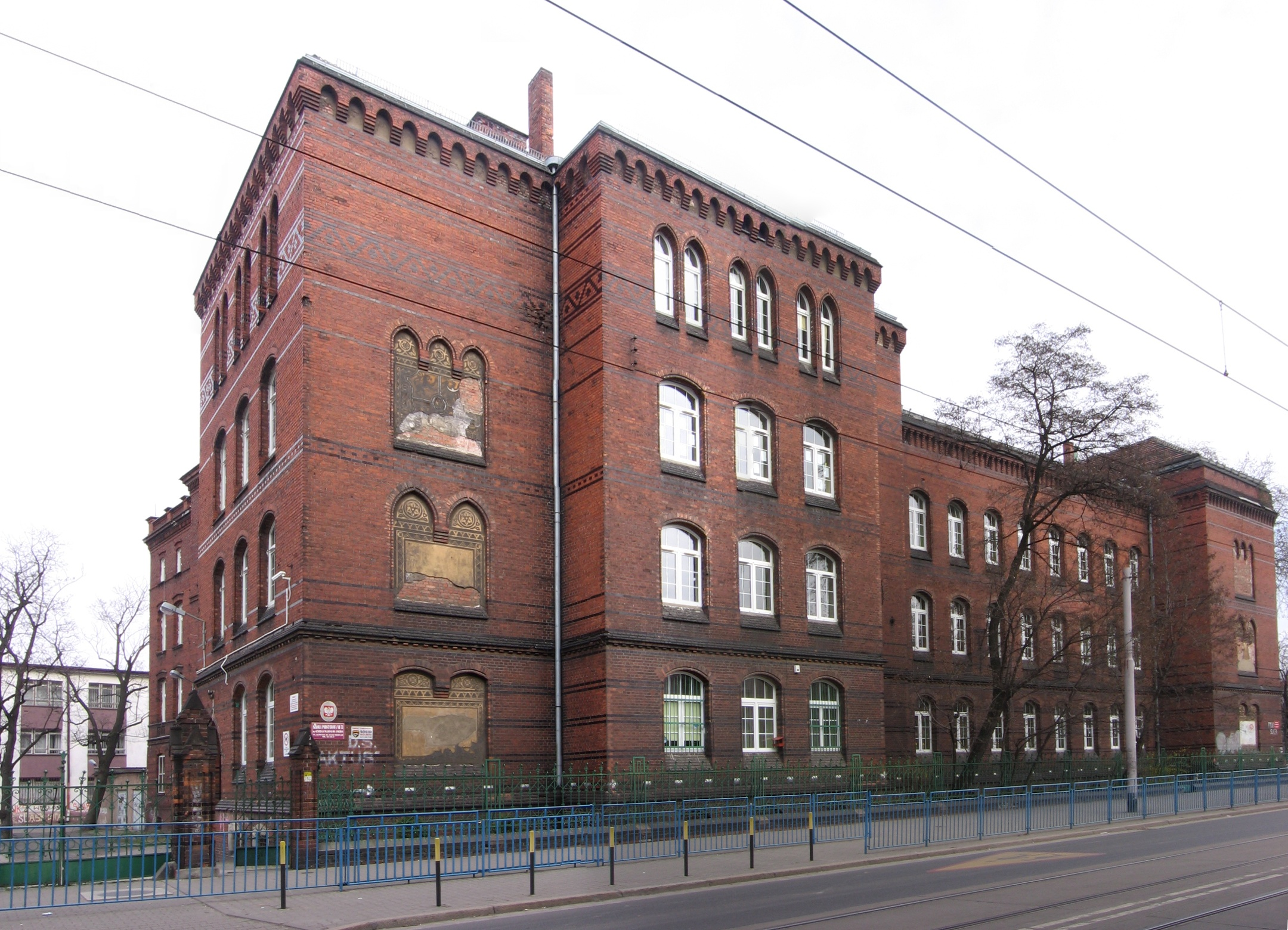
Szkoła podstawowa przy ul. Glinianej

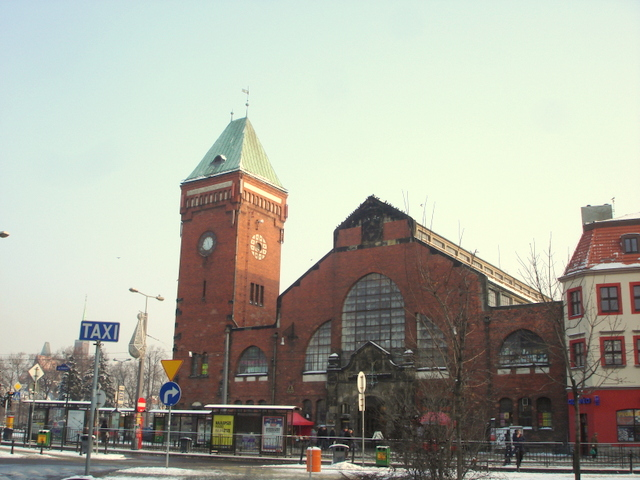
Hala Targowa przy ul. Piaskowej

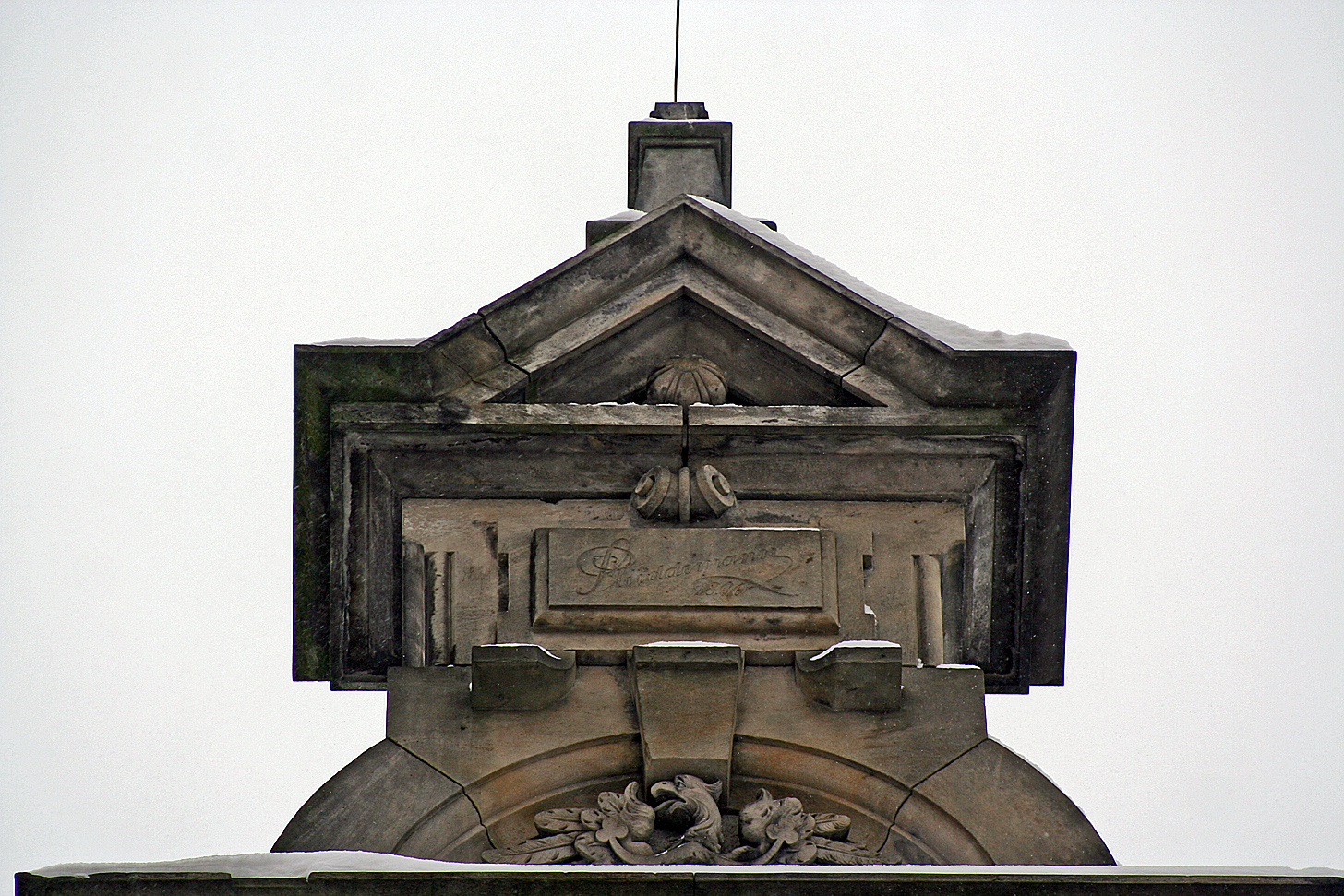
Autograf Plüddemanna z datą 1890 zdobiący jeden ze szczytów gmachu banku przy ul. Gepperta

- gmach sądu krajowego we Flensburgu, 1879–1882

wszystkie następujące we Wrocławiu
- odbudowa spalonej wieży Katedry pw. św. Marii Magdaleny (1890–1892, razem z K. Lüdecke)
- budynek Łaźni Miejskiej przy ul. Księcia Witolda (1894, niezachowana, na jej miejscu powstaje obecnie marina)
- budynek Miejskiej Kasy Oszczędności i Biblioteki Miejskiej przy ul. K. Szajnochy (1887–1891)
- budynki szpitala Wszystkich Świętych (do 2007 Szpital Wojewódzki, obecnie w likwidacji) przy pl. Jana Pawła II (1901, częściowo przebudowa starszych budynków)
- budynek Szkoły Rzemiosł Budowlanych (obecnie Wydział Architektury Politechniki Wrocławskiej) przy ulicy B. Prusa (projekt z 1899–1901; budowa w 1903–1904 razem z K. Klimmem)
- budynki szpitalne przy ul. Rydygiera (1890–1891; razem z K. Klimmem)
- budynek Śląskiego Akcyjnego Banku Ziemskiego, obecnie oddział PKO BP przy ul. Gepperta 4 (1889–1891)
- budynek obecnego IX LO przy P. Skargi (1891-1893; razem z K. Klimmem)
- Most Zwierzyniecki (1895–1897; razem z K. Klimmem)
- budynki Portu Miejskiego (1897; razem z K. Klimmem)
- Hala Targowa przy ul. Piaskowej (1906–1908, istniejąca i działająca do dziś; z Heinrichem Küsterem)
- Hala Targowa przy ul. Kolejowej (1906–1908, uszkodzona w 1945 i wyburzona w 1973; z Heinrichem Küsterem; zachowany budynek frontowy z Juliusem Nathansohnem)
- projekt architektoniczny mostu Grunwaldzkiego (zbudowano 1908–1910) opierał się na projekcie studialnym R. Plüddemanna z 1902. Uroczyste otwarcie mostu 1910 r.
- budynek obecnego XVII Liceum Ogólnokształcącego przy ul. Tęczowej
- budynek obecnego Liceum Ogólnokształcącego Nr VII przy ul. Kruczej
- budynek szkoły przy ulicy Jemiołowej 57
- budynek obecnego Zespołu Szkół nr 8 (dawniej Gimnazjum nr 13) przy ul. Reja
- rozbudowa budynku obecnego Technikum nr 18 (dawniej Gimnazjum nr 17) przy ul. Ślężnej o salę gimnastyczną (1890) i trakt północno-zachodni (1895; razem z H. Frobösem i K. Klimmem; pozostałe skrzydła wcześniejsze, projektu Johanna Roberta Mendego)
- budynek obecnej Szkoły Podstawowej nr 58 przy ul. Składowej (1895/1897)
- Szpital MSWiA na pl. Powstańców Wielkopolskich